# Josh Hall (koszykarz)
Joshua Karon Lee Hall (ur. 8 października 2000 w Greenville) – amerykański koszykarz, występujący na pozycji niskiego skrzydłowego.
W 2019 wziął udział w Pangos All-American Camp.
12 września 2021 został zwolniony przez klub Oklahoma City Thunder.